# Dehault
Dehault là một xã thuộc tỉnh Sarthe trong vùng Pays-de-la-Loire tây bắc nước Pháp. Xã này có diện tích 9 km2, dân số năm 2006 là 264 người.